# Rufino da Silva Neto
Rufino da Silva Neto (1921 – Coronel Fabriciano, 9 de dezembro de 1993) foi um metalúrgico e político brasileiro. Foi prefeito do município de Coronel Fabriciano por dois mandatos não consecutivos, de 1957 a 1961 e 1971 a 1973. Posteriormente foi deputado estadual de Minas Gerais, empossado como suplente da 8ª legislatura em 1978 e reeleito para a 9ª legislatura (1979 a 1983).

## Vida pública e política

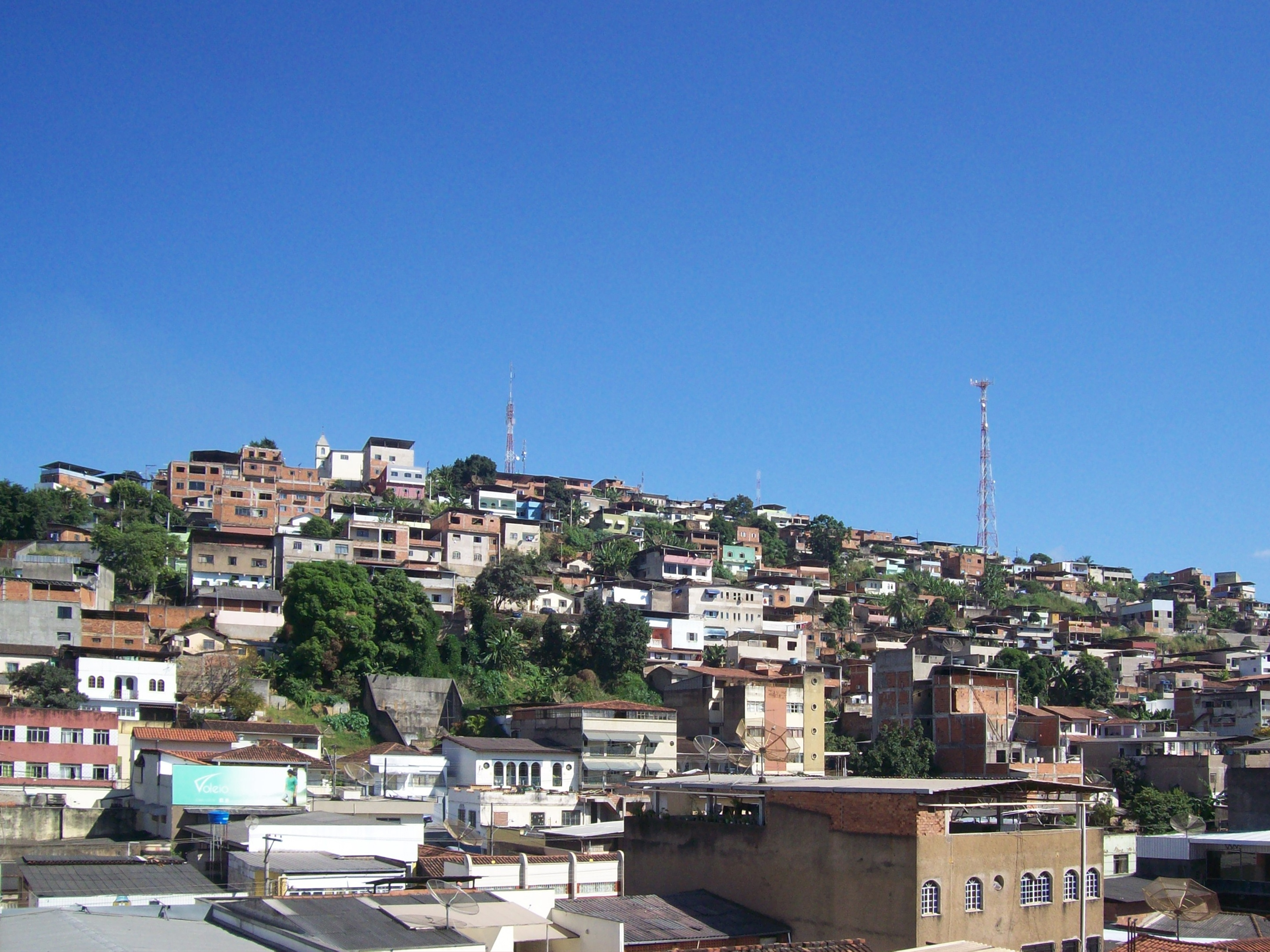
Vista parcial do Morro do Carmo, onde Rufino realizou a distribuição de lotes na década de 70. Foto de 2015.

Filiado ao Partido Social Democrático (PSD), Rufino foi prefeito de Coronel Fabriciano de 1957 a 1961. Sucedeu a Raimundo Alves de Carvalho, por quem também foi sucedido, ao lado de Otávio Cupertino dos Reis na condição de vice-prefeito. Tentou se eleger pelo Partido Trabalhista Brasileiro (PTB) para a gestão 1963–1967, mas foi derrotado para Cyro Cotta Poggiali (UDN) por 47 votos.
Foi um líder operário na área da Usiminas sob o contexto do Massacre de Ipatinga, ocorrido no então distrito de Ipatinga em 7 de outubro de 1963. Nesse ano, após o massacre, Rufino integrou um Grupo dos Onze (Gr-11), recebendo dicas de resistência de Leonel Brizola contra um eventual "golpe" de Estado da direita política, juntamente com outros revoltosos locais. Nos meses seguintes articulou o repasse de reivindicações à Usiminas com reuniões entre ativistas sindicais e operários, como aumentos salariais, melhorias no transporte dos trabalhadores e doação de lotes, ainda que isso gerasse desconfiança da diretoria da empresa e do então governador mineiro José de Magalhães Pinto.
Em 1970, agora filiado à Aliança Renovadora Nacional (ARENA), Rufino foi eleito para um segundo mandato não consecutivo como prefeito de Coronel Fabriciano, cumprindo-o de 1971 a 1973. Sucedeu a Mariano Pires Pontes, sendo sucedido por Amilar Pinto de Lima, ao lado de Otávio Cupertino dos Reis como vice-prefeito. Deixou dentre seus feitos a distribuição de lotes no atual Morro do Carmo, o que era parte de suas promessas de campanha. A partilha ocorreu sem avaliações ou critérios técnicos, favorecendo a construção de moradias sem planejamento e o adensamento populacional irregular, porém ocupações espontâneas já eram realizadas desde a década de 50.
Posteriormente, ao filiar-se ao Movimento Democrático Brasileiro (MDB), foi suplente na Assembleia Legislativa de Minas Gerais (ALMG). Assumiu o cargo de deputado estadual para a 8ª legislatura em 5 de abril de 1978, após a morte do deputado Wilson Luiz Tanure. No mesmo ano foi eleito para mais um mandato com 19 167 votos, cumprindo a 9ª legislatura de 1979 a 1983. Após filiar-se ao Partido Democrático Social (PDS), tentou sem sucesso se reeleger para mais uma legislatura nas eleições de 1982. Já nas eleições municipais de 1988, dessa vez integrante do Partido da Frente Liberal (PFL), candidatou-se a um terceiro mandato como prefeito de Coronel Fabriciano em pleito que contou com oito candidatos. Ficou em sexto lugar, com 2,96% dos votos válidos, em votação vencida por Hélio Arantes de Faria (PSDB) com 23,66% dos votos. Nas eleições municipais de 1992 foi candidato a vereador de Fabriciano pelo PFL, porém não foi eleito.

## Falecimento e homenagens
Rufino faleceu aos 72 anos de idade na casa de sua irmã, Lourdes da Silva Pereira, com quem morava em Coronel Fabriciano, às 15 horas de 9 de dezembro de 1993. Sua morte ocorreu devido a complicações de problemas de saúde que enfrentou nos últimos cinco anos de vida, inclusive realizava tratamento no Hospital Márcio Cunha, em Ipatinga. O então prefeito fabricianense Paulo Almir Antunes decretou luto oficial de três dias no município e no velório compareceram, dentre outras autoridades políticas, o ministro das Minas e Energia Paulino Cícero de Vasconcellos e o deputado federal Jofran Frejat. O corpo foi sepultado na manhã do dia seguinte em Coronel Fabriciano. Também no dia 10, foi homenageado pelo deputado estadual Antônio Milton Salles (PFL) durante reunião extraordinária da ALMG. Empresta seu nome ao Terminal Rodoviário de Coronel Fabriciano, oficialmente denominado Terminal Rodoviário Urbano Rufino da Silva Neto.